# Énergie au Liechtenstein
L'énergie au Liechtenstein décrit la production, la consommation et l'importation d'énergie au Liechtenstein.
Le Liechtenstein ne dispose pas de sources nationales de combustibles fossiles et dépend des importations de gaz et de combustibles. Le pays est également importateur net d’électricité. En 2016, sa production énergétique nationale couvre seulement un peu moins d'un quart de l'approvisionnement électrique du pays, soit environ 24,21 %%.
La compagnie nationale d'électricité du Liechtenstein est la Liechtensteinische Kraftwerke (LKW, Liechtenstein Power Stations), qui exploite les centrales électriques existantes du pays, entretient le réseau électrique et fournit des services associés.

## Électricité

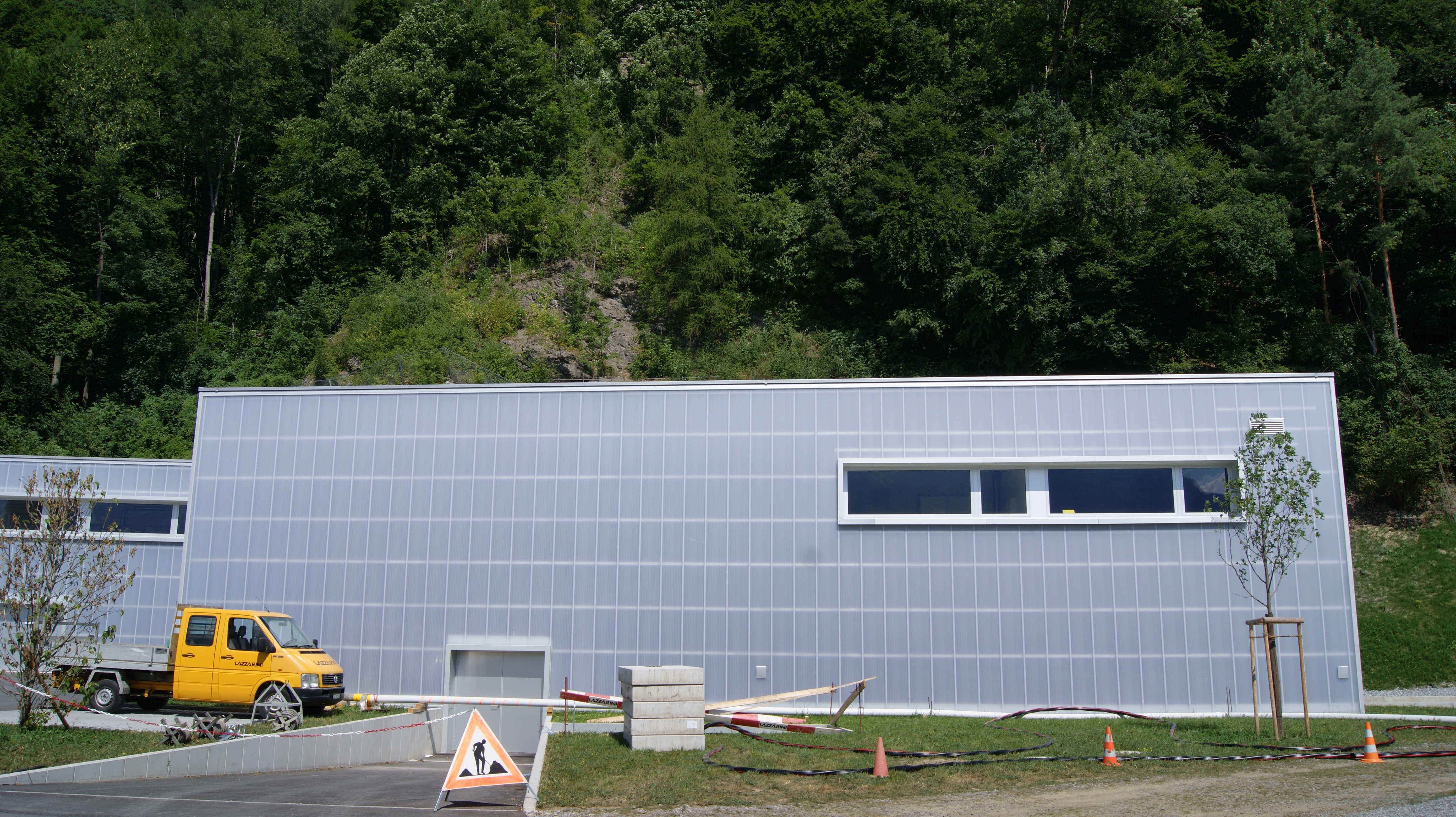
Centrale électrique de Samina à Vaduz

En 2015, les importations d'électricité au Liechtenstein se sont élevées à environ 325,2 millions de kWh. Il n’y a eu aucune exportation d’énergie électrique produite localement.

## Énergie renouvelable
La production d'énergie à partir de ressources renouvelables représente la grande majorité de l'électricité produite au Liechtenstein. Malgré les efforts visant à accroître la production d'énergie renouvelable, l'espace et les infrastructures limités du pays empêchent le Liechtenstein de couvrir entièrement ses besoins intérieurs uniquement à partir d'énergies renouvelables.

### Hydro-électrique
Le Liechtenstein utilise les centrales hydroélectriques depuis les années 1920 comme principale source de production d'énergie nationale. En 2018, le pays compte 12 centrales hydroélectriques en exploitation (4 centrales conventionnelles/à pompage-turbinage et 8 centrales à eau douce). La production d'énergie hydroélectrique représente environ 18 à 19 % des besoins domestiques.
La centrale électrique de Lawena est la plus ancienne du pays. Elle ouvre en 1927. La centrale électrique connait des reconstructions en 1946 et 1987. Aujourd'hui, elle comprend un petit musée sur l'histoire de la production d'électricité au Liechtenstein.
La centrale électrique de Samina, actuellement la plus grande des centrales électriques nationales, est opérationnelle depuis décembre 1949. Entre 2011 et 2015, elle fait l'objet d'une reconstruction qui l'a transformée en centrale hydroélectrique à pompage-turbinage.

### Solaire
Au cours des dernières décennies, les efforts du Liechtenstein en matière d’énergies renouvelables s'étendent à la production d’énergie solaire. La majeure partie de l'énergie solaire est générée par des panneaux photovoltaïques installés sur les bâtiments (généralement sur les toits). Actuellement, le plus grand générateur photovoltaïque du pays est celui situé au sommet de la salle de tennis de Gründenmoos, avec une puissance installée de 112 kWc. D'autres exemples incluent des bâtiments industriels à Balzers (80 kWc et 70 kWc), un centre logistique à Schaan (86 kWp), un bâtiment agricole à Triesen (40 kWp) et des bâtiments industriels à Vaduz (40 kWp), Schaanwald (36 kWp). et Triesen (30 kWc).

## Consommation
En 2015, la consommation totale d'électricité de la Principauté du Liechtenstein s’élève à environ 393,6 millions de kWh.